# Les Petites Canailles (série télévisée d'animation)
Pour les articles homonymes, voir Les Petites Canailles.
Les Petites Canailles (The Little Rascals) est une série d'animation américaine en 22 épisodes de 30 minutes, diffusée entre le 25 septembre 1982 et le 2 décembre 1983 sur le réseau ABC.
Cette série a été diffusée en France à partir du 7 janvier 1984 dans l'émission Récré A2

## Fiche technique
Sauf indication contraire, les informations mentionnées dans cette section peuvent être confirmées par la base de données cinématographiques IMDb,  présente dans la section « Liens externes ».
- Titre original : The Little Rascals
- Réalisation : George Gordon, Bob Hathcock, Carl Urbano et Rudy Zamora
- Scénario : Tedd Anasti, Douglas Booth, Patsy Cameron, Rowby Goren et Earl Kress
- Photographie :
- Musique : Hoyt Curtin et Paul DeKorte
- Casting : Ginny McSwain
- Montage : Gil Iverson
- Décors :
- Costumes :
- Animation : Tayk Kim et Don Patterson
- Production : Oscar Dufau
  - Producteur délégué : Joseph Barbera et William Hanna
  - Procuteur créatif : Iwao Takamoto
- Sociétés de production : Hanna-Barbera Productions et King World Productions
- Société de distribution : Worldvision Enterprises
- Chaîne d'origine : ABC
- Pays d'origine :  États-Unis
- Langue originale : anglais
- Genre : Animation
- Durée : 30 minutes

## Distribution

### Acteurs principaux et secondaires
- Peter Cullen (VF : Serge Lhorca) : Officier Ed
- Shavar Ross (VF : Francette Vernillat) : Buckwheat
- Scott Menville (VF : Jackie Berger) : Spanky
- Betty Jean Ward (VF : Bernard Soufflet) : Butch
- Julie McWhirter (VF : Maryse Meryl) : Alfalfa
- Patty Maloney (VF : Aurélia Bruno) : Darla

### Invités
- Brian Cummings
- Kenneth Mars
- Frank Welker
- Phil Hartman
- Jeffrey Tambor
- Robert Ridgely
- Russi Taylor
- Julie Bennett
- Susan Blu
- Jeff Doucette
- Larry D. Mann
- Sherry Lynn
- Ted Zeigler
- Jimmy Weldon

## Épisodes

### Saison 1
1. Rascals' Revenge / Yachtsa Luck / Fish Fright
2. Grin and Bear It / Beauty Queen for a Day / The Serenade
3. Big City Rascals / Alfalfakazam! / Scoop Dupes
4. Showdown at the Rascal Corral / Poached Pooch / Ice Escapades
5. Porky-O and Julie-Et / Just Deserts / No Hit Wit
6. Alfalfa for President / Rock and Roll Rascals / A Swimming We Will Go
7. The Irate Pirate / All the Loot That's Fit to Print / The Spare
8. Alfalfa's Athlete Feat / Darla's Dream Dance / Fiscal Fitness
9. Cap'n Spanky's Showboat / Case of the Puzzled Pals / Go Cart Go
10. Falling Heir / Flim Flam Film Fans / Do or Diet
11. Trash Can Treasures / King of the Hobos / Out on a Lamb
12. Tiny Terror / Science Fair and Foul / Sea Song
13. Big Top Rascals / Class Act / He Who Runs Away

### Saison 2
1. Wash and Werewolf
2. Save Our Treehouse!
3. Horse Sense
4. After Hours
5. A Not So Buenos Días
6. Fright Night
7. The Big Sneeze
8. Pete's Big Break
9. The Zero Hero